# Matanza (groupe)
Pour les articles homonymes, voir Matanza.
Matanza est un groupe brésilien de rock, originaire de Rio de Janeiro, actif entre 1996 et 2018. Son style musical est un mélange de punk hardcore, de country et de heavy metal, formant ainsi le genre que la presse spécialisée appelle « countrycore ». 

## Histoire
Matanza est conçu en 1996 par Jimmy et Donida, avec l'idée d'explorer les mélodies du début de la carrière du chanteur américain Johnny Cash, adaptées à un tempo comme celui du groupe écossais The Exploited. Le batteur Nervoso et le bassiste Diba complètent cette formation embryonnaire, enregistrée sur la démo Terror em Dashville en 1998. 
L'album live Matanza Ao Vivo, enregistré au Hangar 110 (São Paulo) en décembre 2008 et réalisé par Romi Atarashi, met en scène Jonas à la batterie et marque la transition vers une nouvelle phase. Le guitariste Donida quitte la scène pour se consacrer exclusivement à la composition du groupe. Il est remplacé sur scène par Maurício Nogueira (ex-Torture Squad).
En 2012, Matanza sort son sixième album studio, Thunder Dope. Sur cet album, le groupe a réenregistré certains titres issus de démos précédemment publiées : Goredoom Jamboree et Matanza in Idaho (issus de Terror em Dashville) et Devil Horse (issu de De Volta a Tombstone). Regis Tadeu, rédacteur Yahoo! d'articles concernant les concerts, publie une critique positive du groupe en 2012 : « Beaucoup de gens pensent que c'est absurde, mais... ». Oui, Matanza est un groupe cool qui offre un spectacle encore meilleur. En live, les gars jouent vraiment bien et les chansons ont beaucoup plus de sens que ce que l'on entend sur le CD. Bien sûr, il faut se mettre dans l'ambiance « metal trucker à la Johnny Cash » pour apprécier et s'amuser avec les chansons impertinentes [...] ».
En 2015, le groupe annonce le départ du bassiste China, remplacé par Dony Escobar. Selon le groupe lui-même, China quitte Matanza, car voulant commencer à jouer uniquement de la guitare. Avant de partir, il participe à l'enregistrement du septième album inédit du groupe, Pior Cenário Possível (Worst Possible Scenario), sorti en avril de la même année. Il s'agit du premier album studio dans lequel Maurício est impliqué dans le processus d'écriture.
En mai 2018, le groupe annonce qu'il cessera ses activités en octobre de la même année en raison de « questions personnelles qui doivent être abordées, de possibilités professionnelles qui doivent être envisagées et de besoins artistiques qui [...] conduisent à [sic] des chemins différents ». Début 2019, les anciens membres du groupe forment une nouvelle version du groupe, Matanza Inc, avec le vocaliste Vital Cavalcante qui remplace Jimmy London. Toujours en 2019, Jimmy London forme le groupe Matanza Ritual, avec Felipe Andreoli (basse, également originaire d'Angra), Antônio Araújo (guitare, Korzus) et Amílcar Christófaro (batterie, Torture Squad). L'objectif du groupe est de jouer les succès de Matanza. 

## Membres

### Derniers membres
- Jimmy London – chant (1996–2018)
- Donida – guitare (1996–2018 ; exclusivement en studio entre 2008 et 2018)
- Dony Escobar – basse (2015–2018)
- Jonas – batterie (2008–2018)
- Maurício Nogueira – guitare (2008–2018)

### Anciens membres
- China – basse (2001–2015)
- Fausto – batterie (2003–2008)
- Nervoso – batterie (1996–2003)
- Diba – basse (1996–2001)

## Discographie

### Albums studio
- 2001 : Santa Madre Cassino
- 2003 : Música para Beber e Brigar
- 2005 : To Hell With Johnny Cash
- 2006 : A Arte do Insulto
- 2011 : Odiosa Natureza Humana
- 2012 : Thunder Dope
- 2015 : Pior Cenário Possível

### Albums live
- 2008 : MTV Apresenta Matanza - O Bom, Velho e Fedorento

### EP
- 2016 : Assim Começa a Bebedeira
- 2017 : Na Lama do Dia Seguinte/Santanico

### Compilations
- 2015 : Fundamental - Matanza

### Démos
- 1998 : Terror em Dashville
- 1999 : De Volta a Tombstone